# Jørn Ording

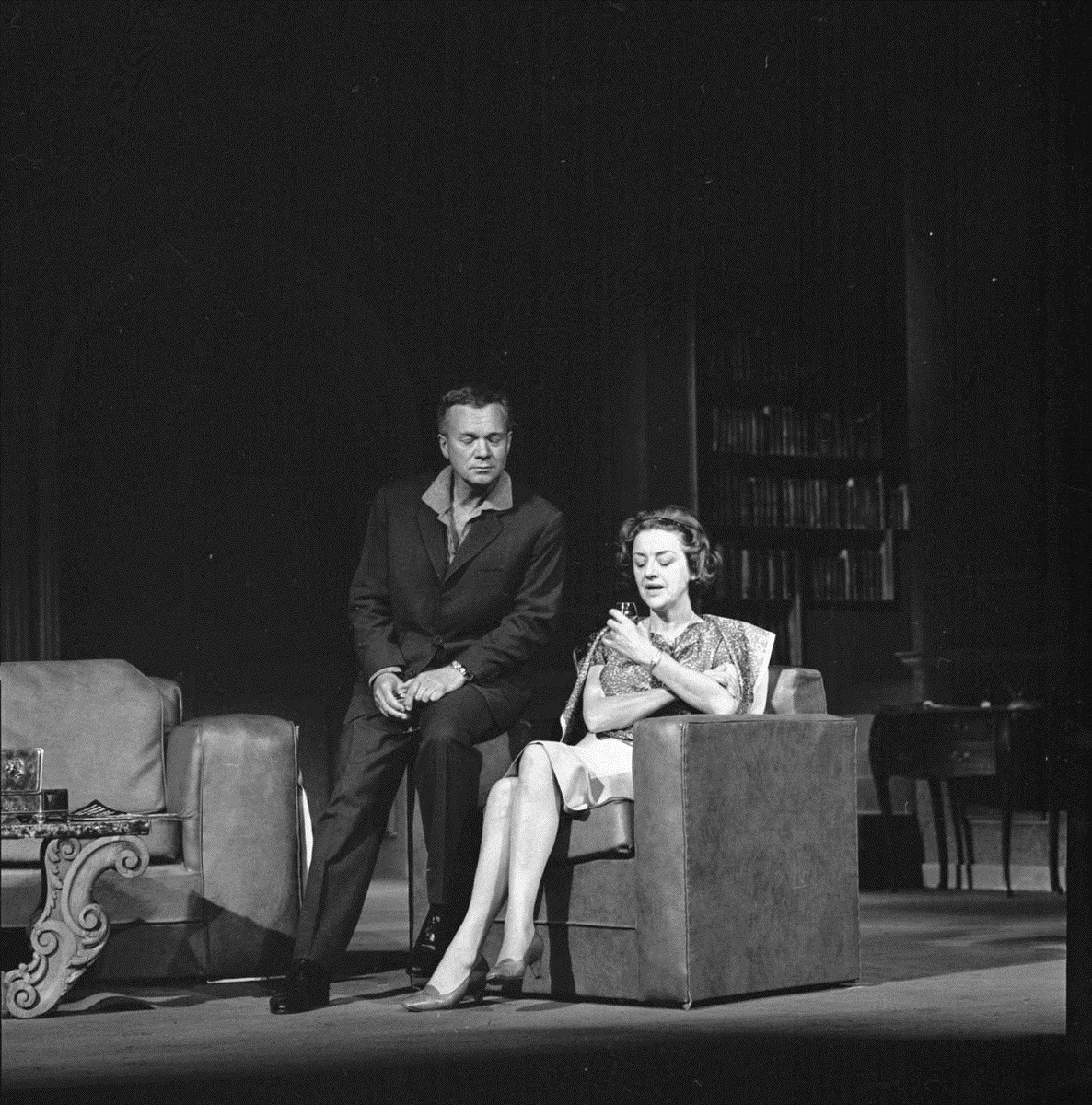
Jørn Ording con la actriz Aase Bye en 1967

Jørn Ording (21 de febrero de 1916 – 11 de marzo de 2001) fue un actor, director y cantante de nacionalidad noruega.

## Biografía
Nacido en Oslo, Noruega, su padre era Jørgen Fredrik Ording (1880–1930), y sus tíos Fredrik y Johannes Ording. Debutó en 1938 en el Teatro Den Nationale Scene de Bergen, y en 1939 fue empleado por el Teatro nacional de Oslo, donde trabajó en 175 representaciones como actor o director hasta 1987. 
Como actor de cine debutó con Trysil-Knut en 1942. También escribió los guiones de varias películas noruegas.
Junto a Egil Monn-Iversen escribió las canciones «Sjimpansen Napolibom» y «Skipskatten Snurribart». Fueron grabadas por Per Asplin y la orquesta de Egil Monn-Iversen para el sello Triola.
Jørn Ording falleció en Oslo en el año 2001.

## Filmografía (selección)

### Actor
- 1985 : Deilig er fjorden!
- 1982 : Ta den ring (TV)
- 1979 : Olsenbanden og Dynamitt-Harry mot nye høyder
- 1970 : Operasjon V for vanvidd
- 1969 : Faderen (TV)
- 1958 : Høysommer
- 1954 : Kasserer Jensen
- 1953 : Brudebuketten
- 1952 : Trine!
- 1951 : Ukjent mann
- 1946 : Englandsfarere
- 1945 : Rikard Nordraak
- 1942 : Trysil-Knut

### Guionista
- 1965 : To på topp
- 1964 : Alle tiders kupp
- 1962 : Sønner av Norge kjøper bil
- 1960 : Millionær for en aften
- 1959 : Støv på hjernen
- 1958 : Høysommer
- 1956 : Kontakt!